# Liste des évêques de Plasencia
 (décembre 2023).
Si vous disposez d'ouvrages ou d'articles de référence ou si vous connaissez des sites web de qualité traitant du thème abordé ici, merci de compléter l'article en donnant les références utiles à sa vérifiabilité et en les liant à la section « Notes et références ».
Liste des évêques de Plasence (Espagne) de 1450 à aujourd'hui :

## Liste des évêques de Plasencia
- Juan Carvajal (-1469)
- Gómez de Toledo Solís
- Bernardino López de Carvajal (1521-1523)
- Gutierre de Vargas Carvajal (1524-1559)
- Pedro Ponce de León (1560-1573)
- Martín de Córdoba Mendoza, O.P. (1574-1578) (aussi évêque de Cordoue)
- Francisco Tello Sandoval (1578-1580)
- Andrés de Noronha (1581-1586)
- Juan Ochoa Salazar (1587-1594)
- Pedro González Acevedo (1594-1609)
- Enrique Enríquez, O.S.A. (1610-1622)
- Sancho Dávila Toledo (1622-1626)
- Plácido Pacheco de Haro, O.S.B. (1623-1639)
- Francisco Hurtado de Mendoza y Ribera (1627-1634)
- Cristóbal Lobera Torres (1630-1632)
- Diego Arce Reinoso (1640-1652)
- Juan Lozano, O.S.A. (1677-1679)
- Bartolomé Cernuda Rico y Piñeros (1713-1715)
- Francisco Eustaquio Perea Porras (1715-1720) (aussi archevêque de Grenade)
- Juan Montalbán Gómez, O.P. (1720-1720)
- Francisco Laso de la Vega Córdova, O.P. (1721-1738)
- Pedro Manuel Dávila Cárdenas (1738-1742)
- Plácido Bailés Padilla, O.S.A. (1742-1747)
- Francisco Antonio Bustamante Jiménez (1747-1749)
- José Ignacio Rodríguez Cornejo (1750-1755)
- Pedro Gómez de la Torre (1756-1759)
- Juan Francisco Manrique Lara (1760-1765)

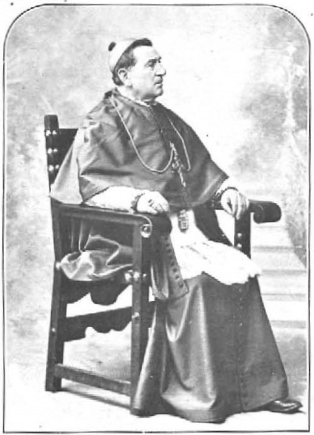
Francisco Jarrín y Moro
Photo Venancio Gombau

- Francisco Antonio de Lorenzana y Butrón (1765-1766) (aussi archevêque de Mexico)
- José González Laso Santos de San Pedro (1766-1803)
- Lorenzo Igual Soria (1803-1814)
- Antonio Carrillo Mayoral (1815-1826)
- Cipriano Sánchez Varela (1826-1848)
- José Avila Lamas (1852-1857) (aussi évêque d'Orense)
- Bernardo Conde Corral, O. Praem. (1857-1863) (aussi évêque de Zamora)
- Gregoria María López Zaragoza (1863-1869)
- Pedro Casas y Souto (1875-1906)
- Francisco Jarrín y Moro (1906-1912)
- Manuel Torres y Torres (1913-1914)
- Angel Regueras y López (1915-1923) (aussi évêque de Salamanque)
- Justo Rivas Fernández (1924-1930)
- Feliciano Rocha Pizarro (1935-1945)
- Juan Pedro Zarranz y Pueyo (1946-1973)
- Antonio Vilaplana Molina (1976-1987) (aussi évêque de León)
- Santiago Martínez Acebes (1988-1992) (aussi évêque de Burgos)
- Carlos López Hernández (1994-2003) (aussi évêque de Salamanque)
- Amadeo Rodríguez Magro (2003-2016)
- José Luis Retana Gozalo (2017-2021)